# Camburat
Camburat ist eine französische Gemeinde mit 445 Einwohnern (Stand 1. Januar 2022) im Département Lot in der Region Okzitanien (vor 2016: Midi-Pyrénées). Die Gemeinde gehört zum Arrondissement Figeac und zum Kanton Figeac-1.
Der Name der Gemeinde leitet sich laut Cassagne vom früheren Camburiacum (Villa des Camburius) ab. Der Ort wurde unter dem Namen Chamburato in einer Bulle des Papstes Eugen III. aus dem Jahr 1146 erwähnt, in einem Manuskript des Jahres 1335 unter dem Namen Camburacum. Eine lokale Überlieferung nach ist der Name eine Ableitung des lateinischen campus muratus (deutsch mit Mauern umgebenes Feld).
Die Einwohner werden Camburatois und Camburatoises genannt.

## Geographie
Camburat liegt circa fünf Kilometer nordwestlich von Figeac in dessen Einzugsbereich (Aire urbaine) in der historischen Provinz Quercy.
Umgeben wird Camburat von den sechs Nachbargemeinden:
| Fourmagnac       | Cardaillac                                  |           |
| Fons             | Kompassrose, die auf Nachbargemeinden zeigt | Planioles |
| Lissac-et-Mouret | Figeac                                      |           |

Camburat liegt im Einzugsgebiet des Flusses Garonne.
Nebenflüsse des Célé durchqueren das Gebiet der Gemeinde,
- der Ruisseau de Planioles und
- der Drauzou mit seinen Nebenflüssen,
  - dem Ruisseau de la Dournelle und
  - dem Ruisseau de Pradelle.[4]

## Einwohnerentwicklung
Nach Beginn der Aufzeichnungen stieg die Einwohnerzahl in der ersten Hälfte des 19. Jahrhunderts auf einen Höchststand von rund 645. In der Folgezeit sank die Größe der Gemeinde bei kurzen Erholungsphasen bis zu den 1950er Jahren auf rund 200 Einwohner, bevor sich eine Wachstumsphase einstellte, die insbesondere nach der Jahrtausendwende einen starken Zuwachs verzeichnete.
| Jahr      | 1962 | 1968 | 1975 | 1982 | 1990 | 1999 | 2006 | 2011 | 2022 |
| --------- | ---- | ---- | ---- | ---- | ---- | ---- | ---- | ---- | ---- |
| Einwohner | 214  | 201  | 228  | 239  | 242  | 246  | 398  | 428  | 445  |

## Sehenswürdigkeiten

### PfarrkircheSaint-Saturnin
Das ehemalige Langhaus und der Glockenturm datieren vermutlich aus der zweiten Hälfte des 12. Jahrhunderts ebenso wie das Kapitell, das als Fuß eines Weihwasserbeckens wiederverwendet wird. Der Neubau der Apsis auf rechteckigem Grundriss wurde am Ende des 13. oder zu Beginn des 14. Jahrhunderts durchgeführt. Eine Seitenkapelle wurde an der Südseite zu einem unbekannten Zeitpunkt angefügt. Von ihr sind nur noch Reste eines Schildbogens übrig, die zeigen, dass sie ein Kreuzrippengewölbe besessen hatte. Beim Bau des neuen Langhauses in den Jahren 1854 bis 1855 wurde die Kapelle abgerissen. Die Sonnenuhr am Kirchturm trägt die Jahreszahl „1790“. Glasfenster stammen von Louis Saint-Blancat aus Toulouse aus dem Jahre 1919. Mit dem Bau des neuen Langhauses wurde die Ostung zugunsten einer Orientierung in Nord-Süd-Richtung aufgegeben. Der frühere Chor wurde in eine östliche Seitenkapelle umgewandelt.

### Herrenhaus Favard
Der Name des Anwesens stammt nach Catherine Didon von einer Familie von Bauern, die das Land einst auf einem einfachen Bauernhof bestellten. Ein Namenswechsel könnte erklären, warum es keinerlei Erwähnung in den Aufzeichnungen vor dem 15. Jahrhundert gibt, während Überbleibsel ein relativ ansehnliches Gebäude des 13. oder 14. Jahrhunderts bezeugen. die Belege über die späteren Besitzer und Seigneur von Favard erscheinen widersprüchlich. Als gesichert scheint zu gelten, dass die Familie Colomb, die ursprünglich aus Laguépie stammen, die Ländereien bis zur Französischen Revolution besaßen, während deren das Herrenhaus in Brand gesteckt wurde.
Der Standort des Anwesens befindet sich hoch über dem Tal des Ruisseau de Planioles. Nach dem Hundertjährigen Krieg, im späten 15. oder im 16. Jahrhundert, wurden zwei runde Türme an den Seiten des Wohnhauses errichtet, während dieses zeitgleich umgebaut wurde. Ein großer Pavillon mit einer Treppe wurde 1628 hinzugefügt, wie eine Inschrift über dem Eingang nachweist. Außerdem ist dort ein Wappen zu sehen, das größtenteils nicht identifiziert werden kann. Zur gleichen Zeit wurde ein schmaler Flügel südöstlich angebaut. Der Haupttrakt enthält ein Teil des mittelalterlichen Mauerwerks aus Werksteinen, insbesondere mit den Überbleibseln eines spitzbogenförmigen Eingangs und Spuren zweier großen spitzbogenförmigen Arkaden. Die Fenster im ersten Geschoss des Treppenpavillons sind mit dorischen Pilastern und kannelierten Konsolen verziert. Horizontale Schießscharten sind in ihrer Brüstung zu sehen, genauso wie am Südostflügel. Der nordöstliche Turm wurde in seiner Höhe auf das Niveau des Haupttrakts gekürzt. Wohnungen für die Landwirte und Nebengebäude komplettieren das Landgut, das sich heute in Privatbesitz befindet und der Öffentlichkeit nicht zugänglich ist.

## Wirtschaft und Infrastruktur

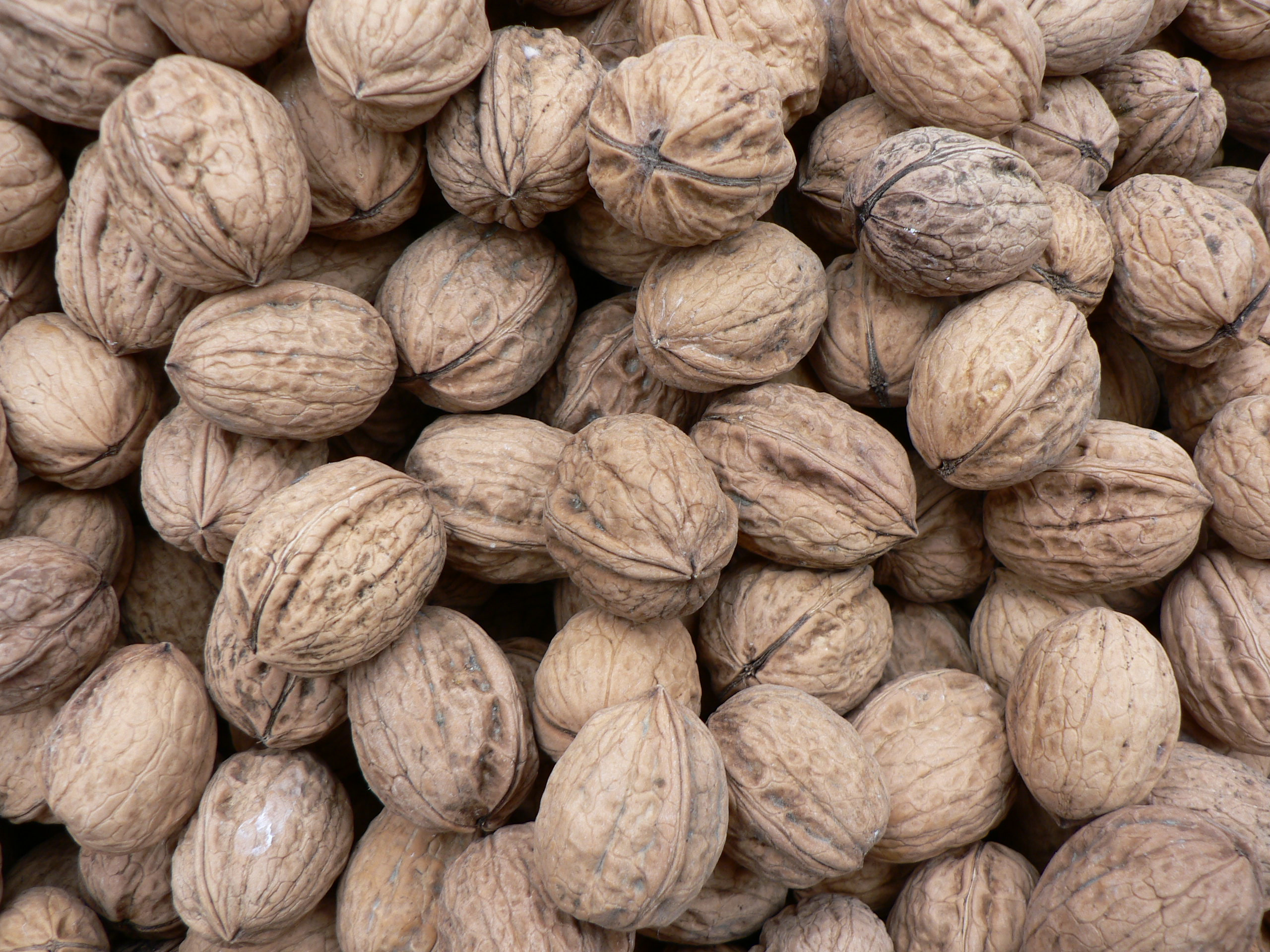
Walnüsse

Camburat liegt in den Zonen AOC der Noix du Périgord, der Walnüsse des Périgord und des Nussöls des Périgord.

### Bildung
Die Gemeinde verfügt über eine öffentliche Vor- und Grundschule.

### Sport und Freizeit
Der GR 6, ein Fernwanderweg von Langon im Département Gironde nach Saint-Paul-sur-Ubaye im Département Alpes-de-Haute-Provence, durchquert das Gebiet der Gemeinde.

### Verkehr
Camburat ist erreichbar über die Routes départementales 15, 18, 115 und 840, die ehemalige Route nationale 140.

## Persönlichkeiten
Antoine César de Conquans, geboren am 4. Mai 1693 in Camburat, gestorben 1751 in Camburat, war Seigneur von Camburat, Cancès und Conquans. Er wurde am 8. Juni 1715 wegen unberechtigter Führung eines Adelstitels zu einer Zahlung von 2.000 Livre verurteilt.